# Pesti álom
A Pesti álom Kálloy Molnár Péter második albuma.
Koncepciózus, önéletrajzi ihletésű lemez. Az egyik dal V. Kulcsár Ildikó cikkéből született, amely egy francia kislányról szól, akinek meghalt az apukája, s írt neki egy levelet a Mennyország utcába, a posta pedig visszaküldte, hogy a címzett ismeretlen. Kálloy is korán elveszítette az édesapját, ezért ezt a történetet átültette és egy tízéves kisfiú szemszögéből írta meg a dalt. Az albumon található dal a plázacicákról és az Orient expresszről is, limerick formában. Az album jellemzői a költészet és a fanyar humor.
A Pesti álom koncertfelvételét 2012. február 19-én mutatta be az M1.

## Az album dalai
1. Pesti álom
2. Plázálom
3. Úton
4. Érintetlen idő
5. Az utolsó
6. Édes bombanő
7. Mezőcsát
8. A nagy kaszálás
9. Pillangó
10. Mennyország utca 6.
11. Orient Expressz
12. Altató

## Közreműködők
- Hrutka Róbert – hangszerelés, gitárjáték
- Borlai Gergő – dobok
- Fekete-Kovács Kornél – trombita
- Giret Gábor – basszusgitár
- Galambos Zoltán – zongora
- Kalmus Felicián – cselló
- Orosz Zoltán – harmonika